# Befka

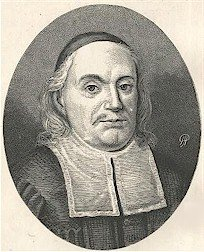
Dawna, XVII-wieczna postać befki – Paul Gerhardt

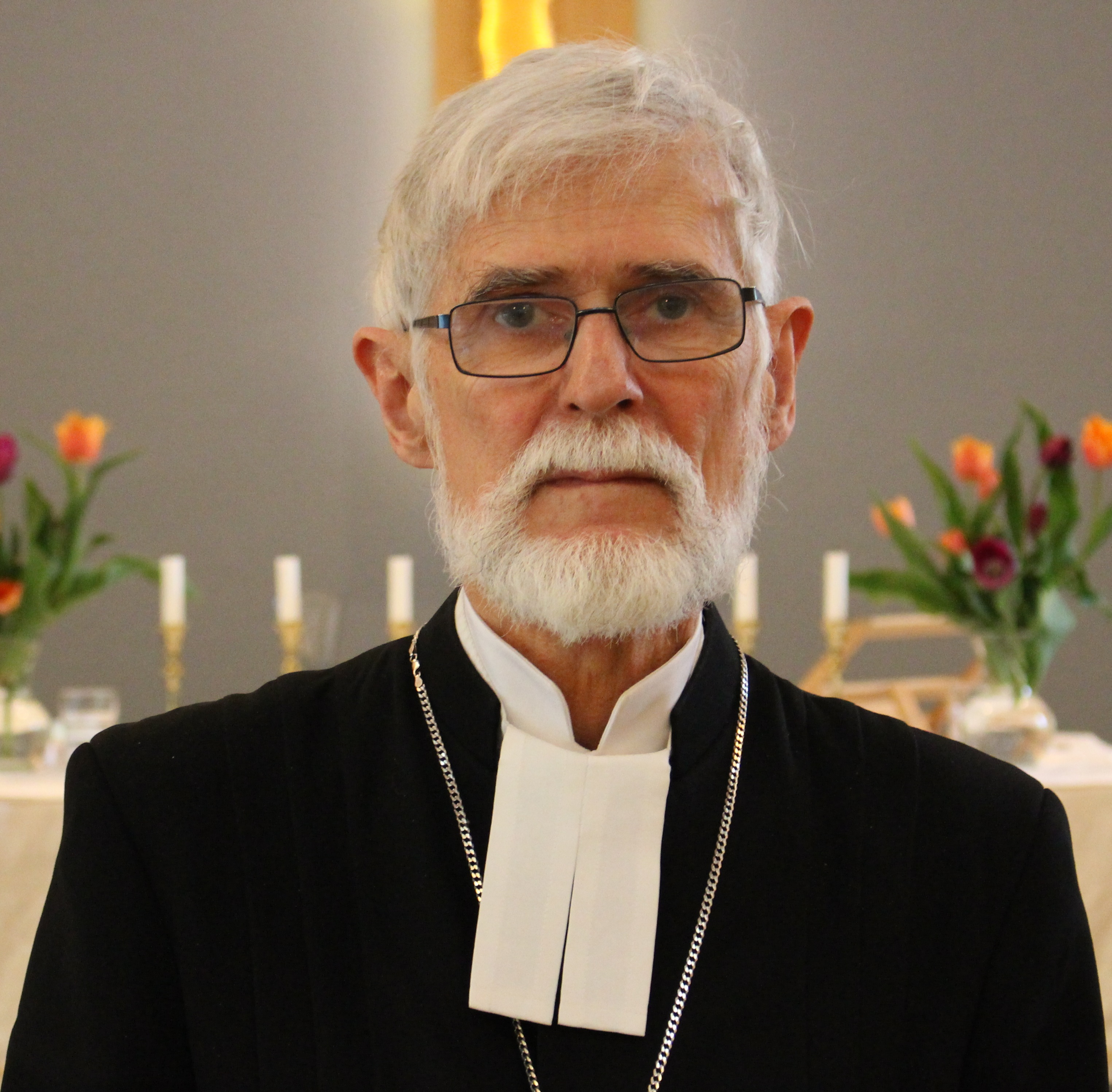
Współczesna postać befki

Befka – krawat będący częścią szat liturgicznych używanych przez duchownych wielu Kościołów chrześcijańskich, współcześnie głównie luterańskich, kalwińskich, anglikańskich i metodystycznych. Dawniej używana także przez duchowieństwo katolickie. Nie należy jej mylić z koloratką, która jest elementem ubioru nieliturgicznego duchownych i często jest noszona pod strojem liturgicznym, a więc i pod befką. W okresie od XVII do XIX wieku befka stosowana była jednak także jako element pozaliturgicznego stroju duchownych protestanckich.
Ma kształt dwóch połączonych lub rozdzielonych pasów długości ok. 20 cm. Najczęściej jest koloru białego. W Kościołach reformowanych tradycyjnie oznaczała tablice z dziesięcioma przykazaniami przed rozbiciem ich przez Mojżesza, zaś u luteran jest symbolem tablic Mojżeszowych po rozbiciu. W Kościołach unijnych befka zachowuje kształt „kompromisowy”: jest do połowy złączona, a od połowy rozdzielona.
Niektórzy pastorzy w Kościołach praktykujących chrzest przez całkowite zanurzenie (np. Kościół Chrystusowy w RP) nakładają białą befkę na czarną togę, w której wchodzą do baptysterium, by w takim stroju udzielać tego obrzędu.
W Kościele Adwentystów Dnia Siódmego w Polsce pastorzy zakładają białą niepodzieloną befkę na czarną protestancką togę podczas sprawowania nabożeństw żałobnych.